# 贺天才
贺天才（1963年5月—），山西晋城人，中华人民共和国政治人物。

## 人物经历
曾任山西省科学技术厅厅长，山西晋城无烟煤矿业集团董事长、党委书记，山西省人民政府副省长等职务。2023年1月，当选为山西省人大常委会副主任。